# American Ethane Company
Компанія Американський Етан (American Ethane Company, LLC (AEC)) є найбільшим виробником етану в США. Це американська нафтова компанія з Х'юстона, штат Техас, заснована в січні 2014 з офісом в Новому Орлеані. Це приватна компанія з великими інвестиціями російських олігархів, близьких до найближчого оточення Володимира Путіна . З 1 січня 2017 року по 28 липня 2018 року Компанія Американський Етан зробила численні політичні внески в Консервативну партію Луїзіани, Майка Джонсона, Білла Кессіді, Джона Кеннеді, Гаррета Грейвза, Стіва Скаліса і Pelican PAC.

## Право власності та управління
Станом на липень 2018 року росіяни (за деякими даними рашисти) Костянтин Ніколаєв, Михайло Юр'єв та Андрій Кунатбаєв разом володіли 88 % акціями Компанії Американський Етан, а екс-глава адміністрації президента РФ Олександр Волошин мав секретну частку 2,5 % вартістю 1,25 млн доларів США в 2014 році під AV SPV у решті 12 %. 
У липні 2018 американець Джон У.Хауталінг II підтвердив, що Олександр Абрамов, який є партнером Романа Абрамовича в ЄВРАЗ, є інвестором Компанії Американський Етан. З січня 2014 року російський олігарх Роман Абрамович був інвестором компанії American Ethane, але покинув її у квітні 2017 року Михайло Юр'єв протягом останніх п'яти місяців життя боровся з онкологічним захворюванням і помер в Москві 15 лютого 2019
Джон У.Хауталінг II, співзасновник, є генеральним директором .
Джеймс Глікенхаус і Дж. М. «Джим» Коллінгсворт входять до складу ради директорів.

## Історія
У 2012 році американець Джон У.Хауталінг II одружився з російською моделлю Юлією Тимоніною та оселився у Новому Орлеані.
У січні 2014 року Роман Абрамович через свою московську компанію з управління активами Millhouse LLC підписав угоду в будинку Джона У.Хауталінга II у Новому Орлеані та інвестував 50 мільйонів доларів США в American Ethane Company, але відмовився від цього наприкінці 2015 року після російської інтервенції в Україну та російської анексії Криму через санкції проти Росії . У квітні 2017 Роман Абрамович повернув своїй компанії Eucla Investments Ltd 21 млн доларів згідно боргу перед Абрамовичем від Джона У.Хауталінга II та Компанії Американський Етан.
Наступні інвестиції російського бізнесмена Костянтина Ніколаєва, мали ключове значення для того, щоб американський Ethane не став неплатоспроможним, що призвело б до банкрутства .
З 2015 року American Ethane агресивно збільшує свою частку ринку в Китаї, отримуючи понад 7,2 мільйона тонн етану на рік для виробництва електроенергії на заводах General Electric .
Згідно оголошення 9 листопада 2017 року, під час американсько-китайської угоди, в якій взяли участь Президент США Дональд Трамп, та Генсек Китаю Сі Цзіньпін, Nanshan Group of China уклала 20-річну торгову угоду на суму 26 млрд доларів США щодо поставок рідкого етану від американського Ethane. Згідно угоди, що стала чинною у червні 2017 року Китай буде розщеплювати етан на етилен, який використовується для виробництва пластмас. США є найбільшим постачальником етану в світі. Джон У.Хауталінг II в свою чергу заявив, що основним конкурентом постачання етану в Китаю є Росія та Путін .
У 2018 році American Ethane розпочала будівництво найбільшого в США експортного терміналу етану на узбережжі Мексиканської затоки . Група Energy & Minerals Group (EMG), заснована в Х'юстоні Джоном Т. Реймондом у 2006 році спільно розробляє порт етану потужністю 10 мільйонів тонн на рік. Будівництво планується завершити до 2020 року Коли цей порт буде завершено, Хауталінг планує щорічно експортувати понад 7,2 мільйона тонн етану з цього порту до Китаю, що вдвічі перевищує загальний обсяг експорту етану США у 2017 році
Станом на липень 2018 року American Ethane має контракти на загальну суму 72 мільярди доларів на 20 років на експорт етану з узбережжя Мексиканської затоки в Китай.

## Лобісти та внески в політичну кампанію
З квітня 2014 року по січень 2015 року лобістська американська компанія Група BGR Гейлі Барбор отримала 220 тис. доларів США та лобіювала через Еда Роджерса, Вокера Робертса, Лорен Монро та Ерскіна Уеллса компанію American Ethane.
В жовтні 2017 року її замінили Ліндсі Сандер із компанії Sander Resources із Остіна, штат Техас, і Кайла Ракерта із компанії Bold Strategies, що базується в Луїзіані.
З 1 січня 2017 року по 28 липня 2018 року American Ethane зробив численні політичні внески в Консервативну партію Луїзіани, Майка Джонсона, Білла Кессіді, Джона Кеннеді, Гаррета Грейвза, Стіва Скаліса і Pelican PAC.

## Суперечності
Оскільки принаймні 20 % власності American Ethane є іноземними, лобісти American Ethane, якими є BGR Group, повинні заявити, що вони лобіюють іноземні інтереси; однак лобістська американська компанія Група BGR цього ніколи не розкривала. Таке розголошення як Конгресу, так і Міністерству юстиції вимагається федеральним законом відповідно до Закону про реєстрацію іноземних агентів (FARA), і діяльність незареєстрованого агента іноземних інтересів є тяжким злочином відповідно до FARA, що передбачає покарання до п'яти років позбавлення волі. і штраф до 250 000 доларів США.
Крім того, лобісти American Ethane, яка зареєстрована як техаська фірма, зробили значні політичні внески, щоб вплинути на політиків Луїзіани, хоча великий проект розширення та розвитку American Ethane знаходиться в Техасі.
Крім того, Олександр Волошин, Роман Абрамович та Олександр Абрамов ніколи не були внесені до списку інвесторів ні на сайті American Ethane, ні в її публікаціях, хоча ці іноземці мають значні інтереси в American Ethane.
Також Костянтин Ніколаєв є партнером і близьким соратником найближчого оточення Володимира Путіна через Ігоря Левітіна, Олексія Мордашова, Аркадія Ротенберга та Геннадія Тимченка . Костянтин Ніколаєв також є співвласником однієї з найбільших російських залізничних компаній Globaltrans та співзасновником московської школи менеджменту «Сколково»
Михайло Юр'єв був рашистом, політиком, журналістом і автором «Нових правих». З 1996 по 1999 рік обіймав посаду заступника голови Державної Думи РФ. Як письменник він опублікував утопічний роман «Третя імперія» у 2006 році.
Росіянка Марія Бутіна, яку звинуватили у федеральному суді США в тому, що вона діяла, як незареєстрований агент РФ, отримувала фінансову підтримку від Костянтина Ніколаєва. Бутіна повідомила Комітету з розвідки Сенату, що Костянтин Ніколаєв фінансував групу захисту прав зброї, яку вона представляла. Прес-секретар Ніколаєва підтвердив, що він підтримував з нею зв'язок, оскільки вона створювала групу захисту прав на зброю в Росії між 2012 і 2014 роками. Він відмовився підтвердити, чи надавав Ніколаєв їй фінансову підтримку.

## Нотатки
1. ↑  Alexander Stalevich Voloshin, a foreign official, is a politically exposed person (PEP).[7] His stake in American Ethane is an Offering of Securities Made Without Registration under AV SPV.[7] This allows Russians to invest in China through the United States.[7]